# ابن شنظیر
ابراهیم بن محمد بن حسین اموی با کُنیهٔ ابواسحاق، شهرت‌یافته به ابنِ شِنظیر (۹۶۳ - ۱۰۱۱ م) محدث، تاریخ‌نگار اندلسی و فقیه مالکی از اهالی تولیدو بود. تاریخ رجال الأندلس، المدونة و المستخرجة از آثار اوست. المسند و الشیوخ دو اثر برجستهٔ اوست.